# あなたの旅立ち、綴ります
『あなたの旅立ち、綴ります』（あなたのたびだちつづります、The Last Word）は2017年にアメリカ合衆国で公開されたコメディ映画である。監督はマーク・ペリントン、主演はシャーリー・マクレーンとアマンダ・セイフライドが務めた。
本作の日本語字幕は今井祥子が担当した。

## ストーリー
ビジネスの世界で成功を収めたハリエット・ローラーは悠々自適な老後を送っていたが、全てを自分の思い通りにコントロールしようとする気質は相変わらずであった。そんなある日、彼女は自分も老い先短い身であることを悟った。ローラーは自分の死亡記事をも理想の形で世に出したいと思い、若い記者のアン・シャーマンを雇って記事を書かせようとしたが、ローラーの知人で彼女のことをよく言う人は一人もいなかった。ローラーはやむなくシャーマンに自分の人生を語り聞かせ、それをもとに訃報記事を書かせることにした。シャーマンとのやり取りを通して自分の人生に問題があったことを痛感したローラーは、施設の支援を受けている少女ブレンダの後ろ盾になったり、DJとして働いたりすることで、自分を変えようと努力していった。そんな彼女の懸命な姿はシャーマンの生き方にも大きな影響を与えることになった。ローラーとシャーマンは年齢を超えた友情を築いたが、予想以上に早く別れの刻がやってくるのだった。

## キャスト
※括弧内は日本語吹替声優。
- シャーリー・マクレーン - ハリエット・ローラー（谷育子）
- アマンダ・セイフライド - アン・シャーマン（小島幸子）
- アンジュエル・リー・ディクソン - ブレンダ（ふじたまみ）
- アン・ヘッシュ - エリザベス（日野由利加）
- トム・エヴェレット・スコット - ロナルド・オドム（瀧村直樹）
- トーマス・サドスキー - ロビン・サンズ（國府田達也）
- ジョエル・マーレイ - ジョー・ミューラー
- アディナ・ポーター（英語版） - ブリー・ウィルソン
- フィリップ・ベイカー・ホール - エドワード（勝部演之）
- サラ・ベイカー（英語版） - ゾーイ
- スティーヴン・カルプ - サム・シャーマン（佐々木薫）
- ベイジル・ホフマン（英語版） - クリストファー・ジョージ
- トッド・ルイーソ（英語版） - モーガン医師

## 製作
2015年9月、シャーリー・マクレーンとアマンダ・セイフライドがマーク・ペリントン監督の新作映画に出演すると報じられた。2016年2月、アン・ヘッシュ、フィリップ・ベイカー・ホール、トム・エヴェレット・スコットの出演が決まった。7月、ネイサン・マシュー・デヴィッドが本作で使用される楽曲の作曲にあたると報じられた。
本作の主要撮影は2016年2月3日にはじまり、同年3月11日に終了した。

## 公開
2015年11月、ブリーカー・ストリートが本作の全米配給権を獲得したと発表した。2017年1月24日、本作はサンダンス映画祭でプレミアを迎えた。

## 評価
本作に対する批評家の評価は芳しいものではない。映画批評集積サイトのRotten Tomatoesには89件のレビューがあり、批評家支持率は37%、平均点は10点満点で4.8点となっている。また、Metacriticには23件のレビューがあり、加重平均値は40/100となっている。